# 弗劳恩多夫
弗劳恩多夫（德語：Frauendorf）是德国勃兰登堡州的市镇，隶属于上施普雷瓦尔德-劳西茨县，总面积为20.83平方千米，截至2023年12月31日总人口为707人。